# Firmin Sanou
Firmin Sanou (ur. 21 kwietnia 1973 w Bobo-Dioulasso) – burkiński piłkarz grający na pozycji obrońcy. W latach 1993–2002 występował w reprezentacji Burkiny Faso.

## Kariera klubowa
Karierę piłkarską Sanou rozpoczął w klubie Racing Bobo-Dioulasso. W jego barwach zadebiutował w 1991 w pierwszej lidze burkińskiej. W 1995 roku zdobył z nim Puchar Burkiny Faso i Superpuchar Burkiny Faso. W tym samym roku odszedł do Étoile Filante Wagadugu, w którym grał do 2000 roku. Z nim został mistrzem kraju w 2001 roku oraz sięgnął dwukrotnie po krajowy puchar (2001, 2003) i jeden raz po superpuchar (2003).
W 2000 roku Sanou został piłkarzem francuskiego ASOA Valence. W 2002 roku awansował z nim z trzeciej do drugiej ligi. W 2004 roku odszedł do amatorskiego US Montélimar, a w 2006 roku został piłkarzem SO Chambéry, w którym zakończył karierę w 2009 roku.

## Kariera reprezentacyjna
W reprezentacji Burkiny Faso Sanou zadebiutował w 1993 roku. W swojej karierze trzykrotnie wystąpił w turnieju o Puchar Narodów Afryki.
W 1996 roku Sanou zagrał w jednym meczu Pucharu Narodów Afryki 1996, z Algierią (1:2).
W 1998 roku Sanou zajął 4. miejsce z Burkina Faso w Pucharze Narodów Afryki 1998. Na tym turnieju był podstawowym zawodnikiem i rozegrał 6 meczów: z Kamerunem (0:1), z Algierią (2:1), z Gwineą (1:0), ćwierćfinale z Tunezją (1:1, k. 8:7), półfinale z Egiptem (0:2) i o 3. miejsce z Demokratyczną Republiką Konga (4:4, k. 1:4).
Z kolei w 2002 roku Sanou był powołany do kadry na Puchar Narodów Afryki 2002, jednak na nim był rezerwowym i nie wystąpił ani razu.